# Infiniti QX50
A Infiniti QX50 é um veículo SUV produzido pela Infiniti, sendo o sucessor do Infiniti EX.

## Galeria
- Primeira geração (2013-2017)
- Segunda geração (2017-presente)